# 비소랑
비소랑(포르투갈어: Bissorã)은 기니비사우 오이우 주에 위치한 도시로, 인구는 11,964명(2008년 기준)이며 기니비사우에서 4번째로 인구가 많은 도시이다.